# Europäische Jugendbildungs- und Begegnungsstätte

EJBW Luftaufnahme

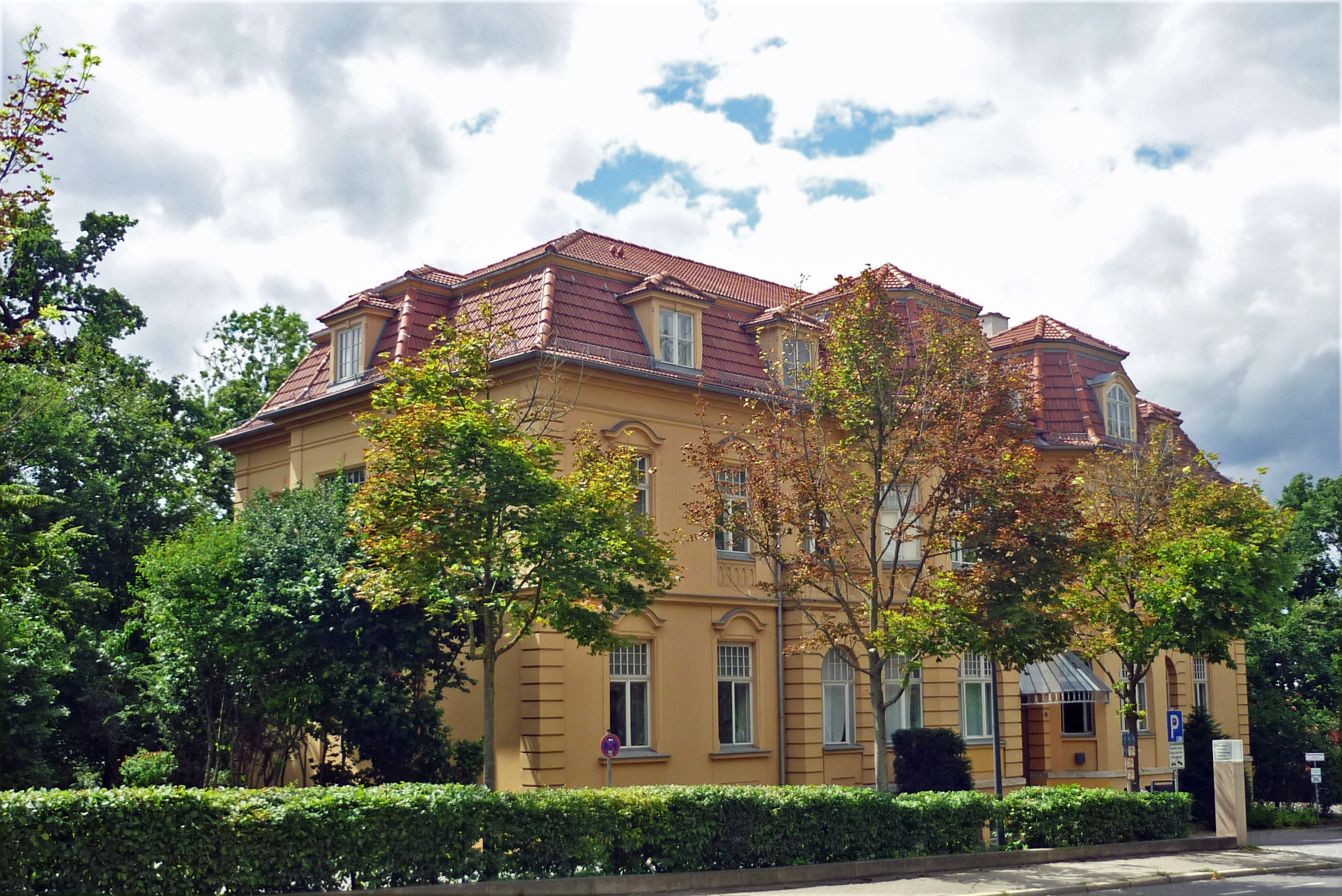
Europäische Jugendbildungs- und Begegnungsstätte Jenaer Straße 2

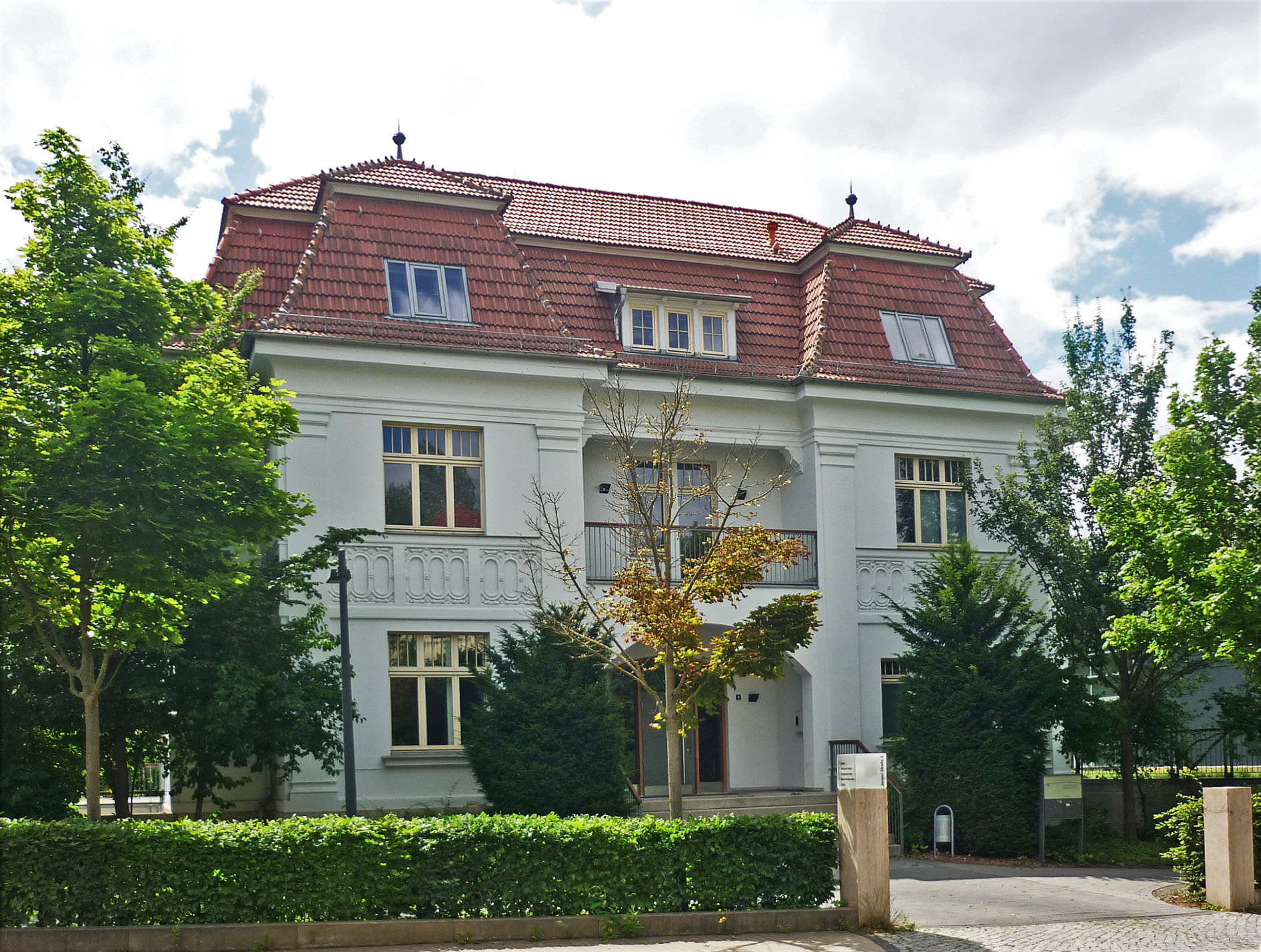
Europäische Jugendbildungs- und Begegnungsstätte Jenaer Straße 4

Die Stiftung Europäische Jugendbildungs- und Begegnungsstätte (EJBW) non-formalen politischen Jugendbildung am Lernort Weimar befindet sich in der Jenaer Straße 2/4 am Rande des Ilmparks. Die Institution wurde 1999 gegründet. Sie ist eine Stiftung des Freistaates Thüringen und der Stadt Weimar.
Dem angegliedert ist ein moderner Gebäudekomplex am Rothäuserbergweg ebenfalls zu Schulungszwecken. Übernachtungsmöglichkeiten hierzu sind vorhanden.
Seit 2015 und der damit  verbundenen  Flüchtlingskrise ist die Begegnung mit Jugendlichen mit  Migrationshintergrund und damit betreffende Ausbildungs- und Fortbildungslehrgänge zu einem Schwerpunkt geworden. 
Die gründerzeitlichen, mehrgeschossigen Villen der Geschäftsstelle und der Schulungsstätte(n) stehen auf der Liste der Kulturdenkmale in Weimar (Einzeldenkmale). 
Zu den Kooperationspartnern zählt u. a. die Stiftung Ettersberg. 